# Литванија на Светском првенству у атлетици на отвореном 2019.
Литванија је на 17. Светском првенству у атлетици на отвореном 2019. одржаном у Дохи од 27. септембра до 6. октобра учествовала четрнаести пут, односно учествовала је под данашњим именом на свим првенствима од 1993. до данас. Репрезентацију Литваније представљало је 11 атлетичара (5 мушкараца и 6 жена), који су се такмичили у 10 дисциплина (5 мушких и 5 женских). , 
На овом првенству такмичари Литваније нису освојили ниједну медаљу нити су остварили неки резултат.

## Учесници
| Мушкарци: - Мариус Жиукас — 20 км ходање - Артур Мастианица — 50 км ходање - Адријус Глебаускас — Скок увис - Андријус Гуџијус — Бацање диска - Едис Матусевичиус — Бацање копља | Жене: - Моника Битаутиене — Маратон - Живиле Ваичиукевичиуте — 20 км ходање - Ајрине Палшуте — Скок увис - Довиле Килти — Троскок - Диана Загаинова — Троскок - Ливета Јасиунаите — Бацање копља |  |

## Резултати

### Мушкарци
| Атлетичар          | Дисциплина   | Лични рекорд | Квалификације | Квалификације | Финале               | Финале       | Детаљи |
| Атлетичар          | Дисциплина   | Лични рекорд | Резултат      | Место         | Резултат             | Место        | Детаљи |
| ------------------ | ------------ | ------------ | ------------- | ------------- | -------------------- | ------------ | ------ |
| Мариус Жиукас      | 20 км ходање | 1:20:31      |               |               | 1:30:22              | 11 / 40 (53) |        |
| Артур Мастианица   | 50 км ходање | 3:55:40      | 4:21:54       | 15 / 28 (46)  |                      |              |        |
| Адријус Глебаускас | Скок увис    | 2,28         | 2,22          | 11. у гр. А   | Није се квалификовао | 20 / 29 (31) |        |
| Андријус Гуџијус   | Бацање диска | 69,59        | 64,14 кв      | 5. у гр. Б    | 61,55                | 12 / 32      |        |
| Едис Матусевичиус  | Бацање копља | 89,17 НР     | 79,60         | 9. у гр. Б    | Није се квалификовао | 22 / 30 (32) |        |

### Жене
| Атлетичарка            | Дисциплина   | Лични рекорд | Квалификаије | Квалификаије | Финале                | Финале             | Детаљи |
| Атлетичарка            | Дисциплина   | Лични рекорд | Резултат     | Место        | Резултат              | Место              | Детаљи |
| ---------------------- | ------------ | ------------ | ------------ | ------------ | --------------------- | ------------------ | ------ |
| Моника Битаутиене      | Маратон      | 2:32:50      |              |              | Није завршила трку    | Није завршила трку |        |
| Живиле Ваичиукевичиуте | 20 км ходање | 1:28:07      | 1:39:26      | 23 / 39 (45) |                       |                    |        |
| Ајрине Палшуте         | Скок увис    | 1,98         | 1,85         | 10. у гр. Б  | Нису се квалификовале | 22 / 29            |        |
| Довиле Килти           | Троскок      | 14,28        | 14,09        | 8. у гр. Б   | Нису се квалификовале | 14 / 26 (28)       |        |
| Диана Загаинова        | Троскок      | 14,43 НР     | 13,64        | 10. у гр. А  | Нису се квалификовале | 22 / 26 (28)       |        |
| Ливета Јасиунаите      | Бацање копља | 63,98 НР     | 56,90        | 14. у гр. А  | Нису се квалификовале | 23 / 31            |        |